# مسحوق الفلفل

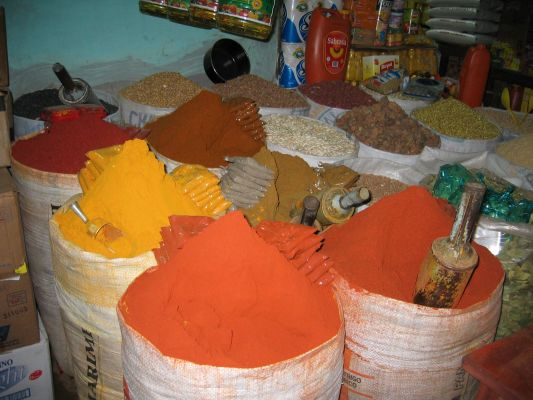
مسحوق الفلفل الحار بالجملة للبيع في بوليفيا

مسحوق الفلفل الحار هو مسحوق الفاكهة المجفف من صنف واحد أو أكثر من الفلفل الحار، وأحيانا مع إضافة أخرى للتوابل (حيث كما هو معروف في بعض الأحيان مزيج مسحوق الفلفل الحار أو مزيج توابل الفلفل الحار). يتم استخدامه كمزيج من التوابل لإضافة طعم ونكهة لأطباق الطهي.
يستخدم مسحوق الفلفل الحار في العديد من المأكولات المختلفة، بما في ذلك المأكولات الأمريكية (خاصةً تكس مكس) والصينية والهندية والبنغالية والكورية والمكسيكية والبرتغالية والتايلاندية. مزيج مسحوق الفلفل الحار هو النكهة الأساسية في الفلفل الحار الأمريكي كون كارني.

## أصناف
يُعرف مسحوق الفلفل الحار أحيانًا بنوع معين من الفلفل الحار المستخدم. وتشمل أصناف من الفلفل الحار تستخدم في صنع مسحوق الفلفل الحار الحلبي والحريف وشبوتل وشيلي دي آربول والهالبينو وبيري بيري الفلفل الحار. غوتشوغارو (بالإنجليزية: Gochugaru)‏ هي مجموعة متنوعة تستخدم في المطبخ الكوري مصنوعة تقليديًا من الفلفل الأحمر الكوري المجفف بالشمس مع أصناف أكثر من التوابل باستخدام فلفل تشونغ يونغ (بالإنجليزية: Cheongyang)‏. مسحوق الفلفل الكشميري أحمر فاتح، لكنه خفيف الحرارة ويستخدم في المطبخ الهندي، سمي على اسم منطقة كشمير.

أصناف مسحوق الفلفل الحار
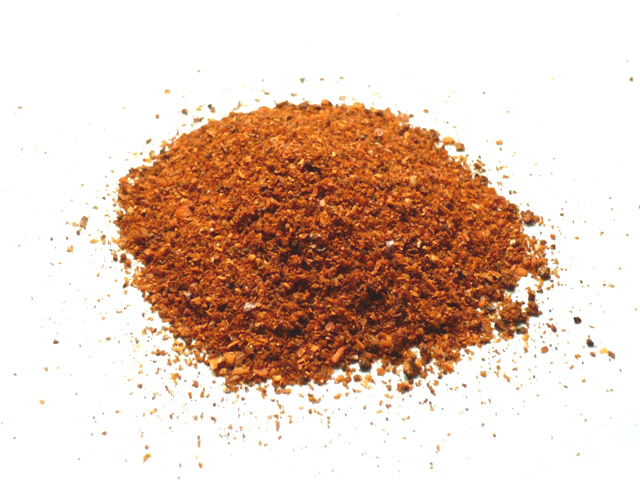
فلفل حلبي
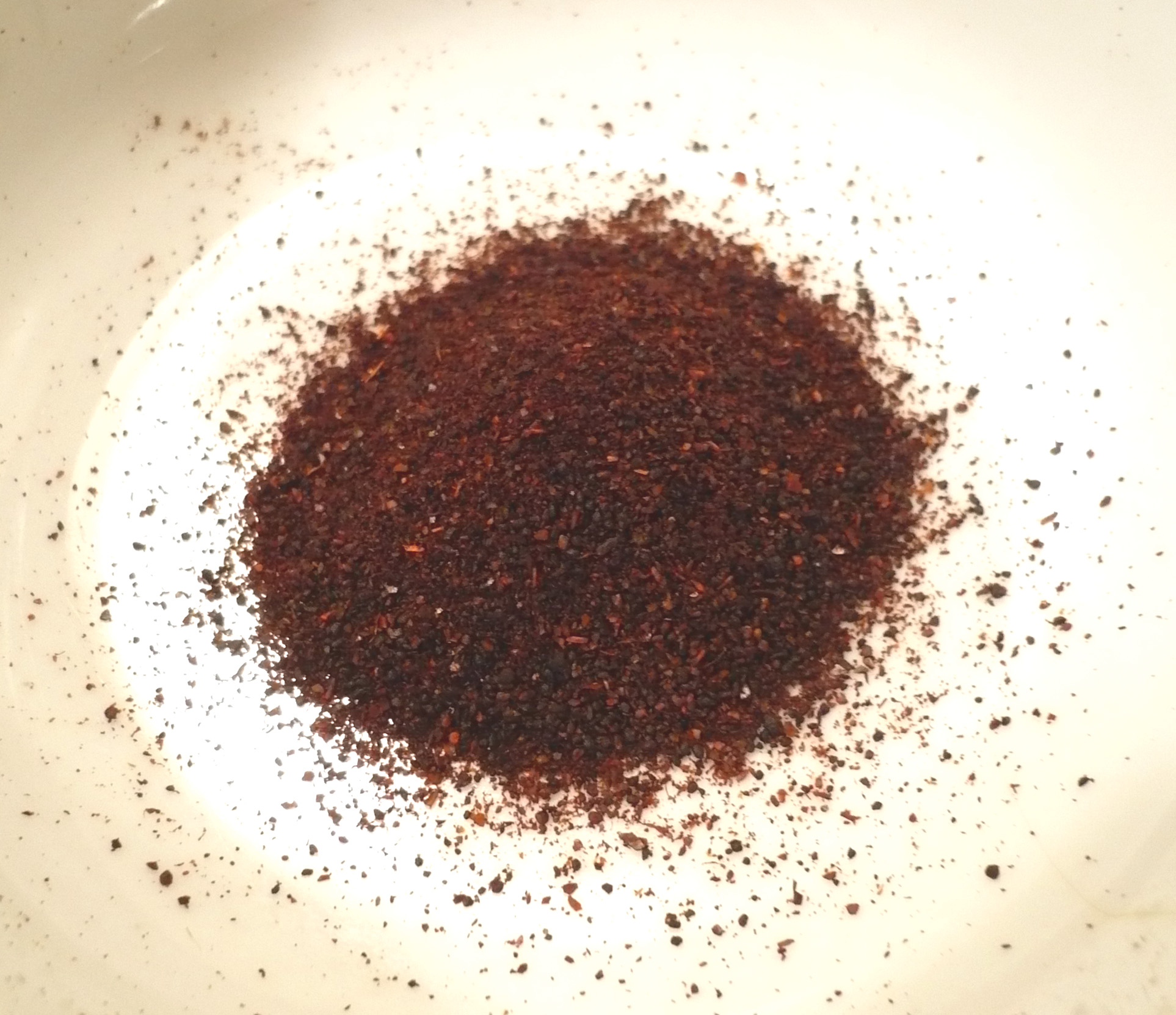
مسحوق الفلفل الحار Ancho
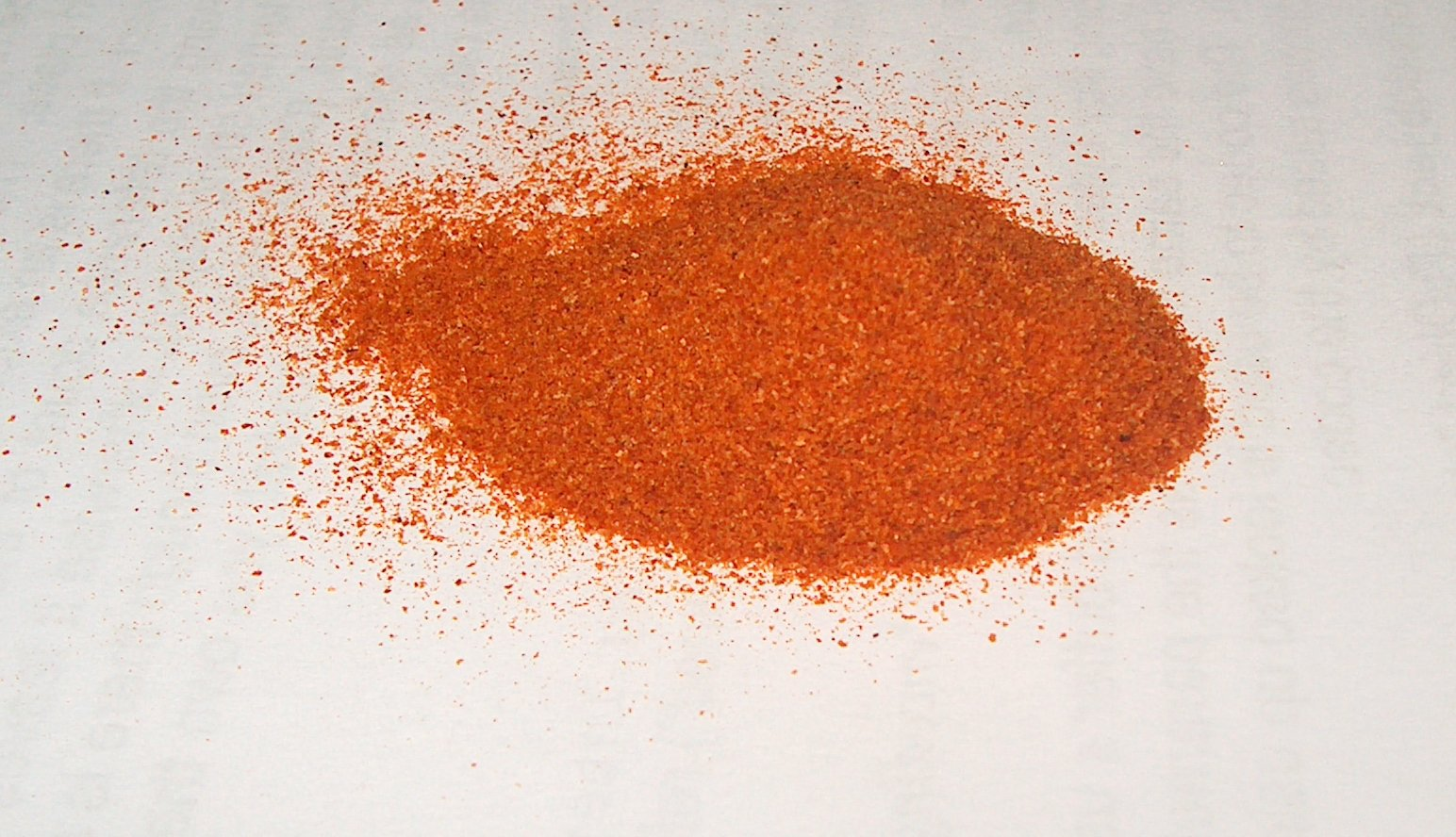
مسحوق بيري بيري
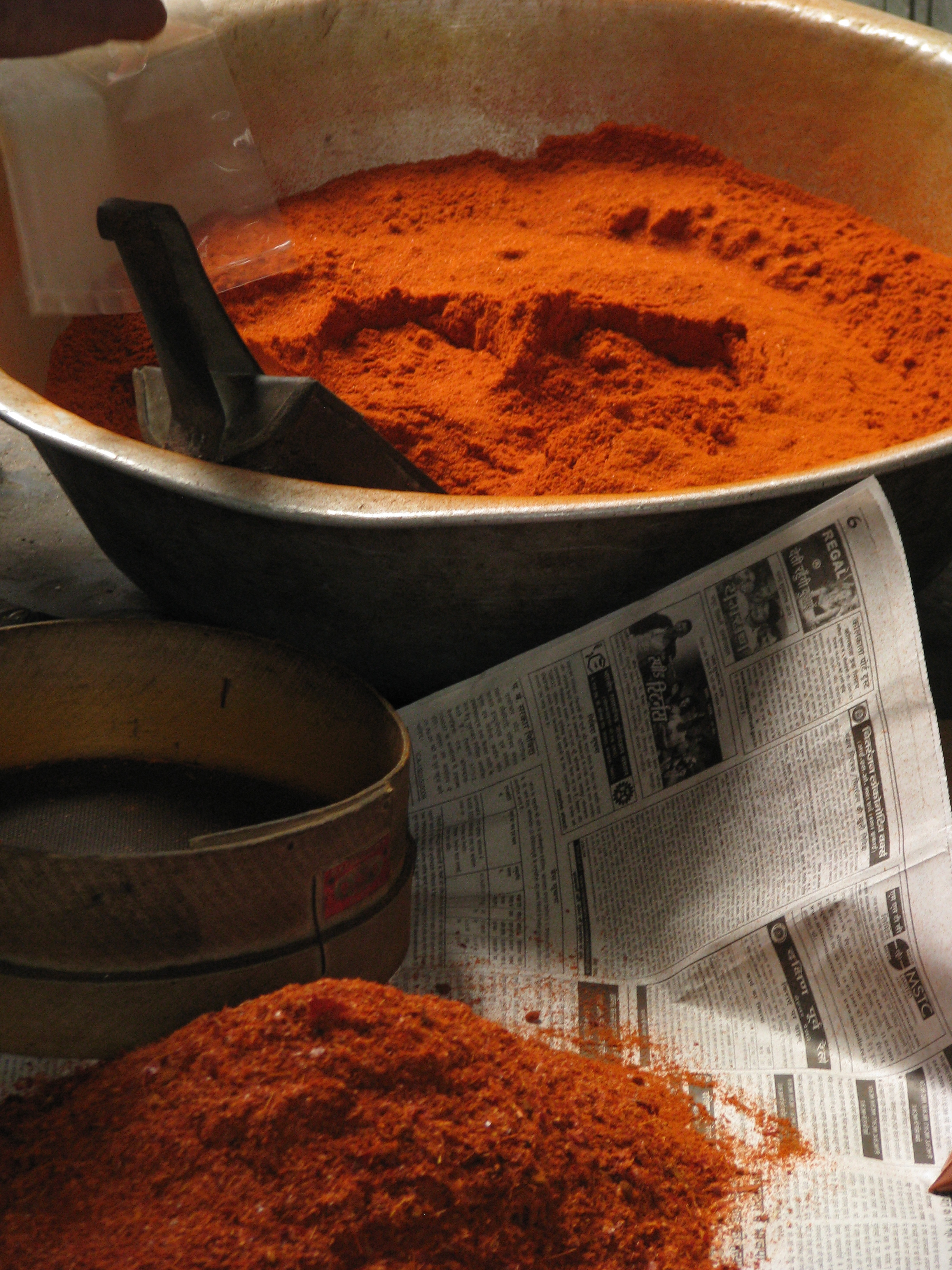
مسحوق الفلفل الحار الهندي (من الفلفل الأحمر)
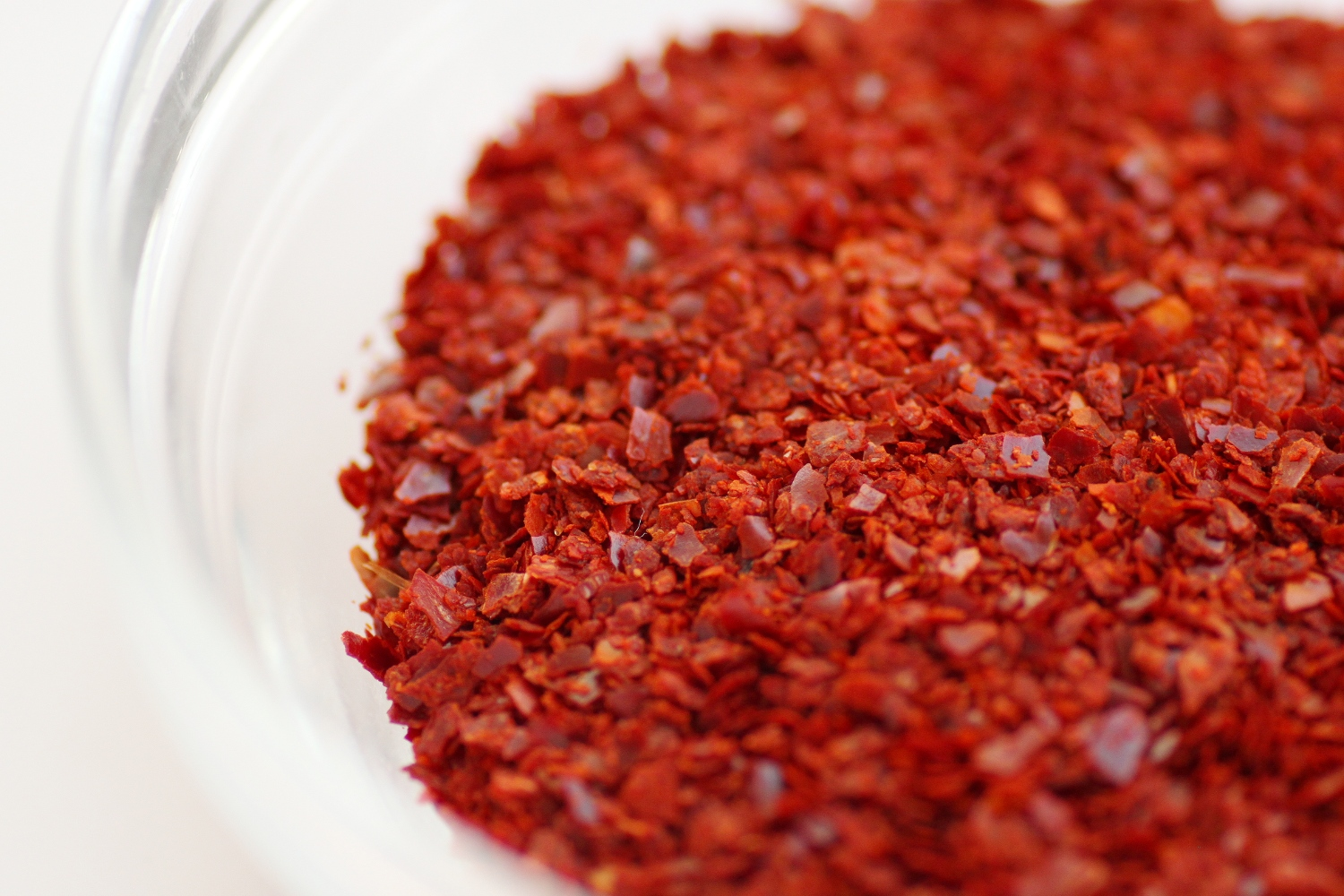
مسحوق الفلفل الحار الكوري

يمكن الكشف عن إمكانية تتبع مساحيق الفلفل الحار غير المعروفة باستخدام طرق القياس الطيفي. وجدت الدراسات أنه يمكن اكتشاف أصل مساحيق الفلفل الحار من خلال تحليل العناصر النزرة في مسحوق الفلفل الحار.

## يمزج
تتكون خلطات مسحوق الفلفل الحار أساسًا من الفلفل الحار وتُمزج مع توابل أخرى بما في ذلك الكمون والبصل ومسحوق الثوم وأحيانًا الملح. الفلفل الحار هو الأكثر شيوعًا من الفلفل الأحمر الحار. تشمل الأصناف «الساخنة» أيضًا الفليفلة الحريفة. نتيجة لتنوع الوصفات المستخدمة، تختلف درجة توابل أي مسحوق فلفل حار.
تم إنشاء أول مزيج تجاري من مسحوق الفلفل الحار في الولايات المتحدة بواسطة بيندري (DC Pendery) وجيبهاردت (William Gebhardt) لهذا الطبق. افتتح جيبهاردت صالون ميلر في نيو براونفيلز، تكساس. كان الفلفل الحار هو الطبق المفضل في المدينة. ومع ذلك لا يمكن العثور على الفلفل الحار إلا في أوقات معينة من السنة. استورد جيبهاردت بعض فلفل الأنشو من المكسيك وقام بتشغيل مطحنة الفلفل الصغيرة ثلاث مرات وصنع أول مسحوق فلفل حار تجاري، والذي أصبح متاحًا في عام 1894.